# Radcliffe (Greater Manchester)

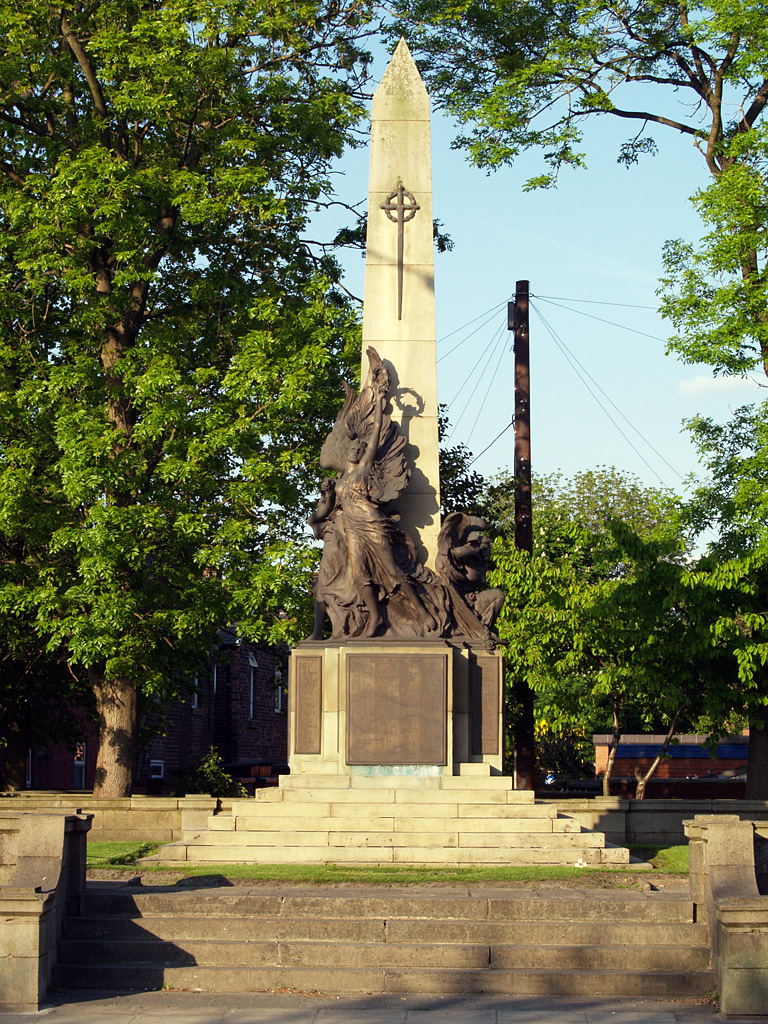
Oorlogsmonument in Radcliffe

Radcliffe is een stad (town) in het bestuurlijke gebied Bury, in het Engelse graafschap Greater Manchester. De plaats telt 34.239 inwoners.